# Saison 1952-1953 du Football Club auscitain
‌
La saison 1952-1953 du Football Club auscitain voit le FC Auch évoluer en première division.

## Les matchs de la saison
Auch termine 4e de sa poule avec 28 points soit 7 victoires et 7 défaites et n’est pas qualifié pour les huitièmes de finale (seuls les 2 premiers de poules étaient qualifiés).
En match amical, premier match international à Mathalin.
Auch bat la sélection irlandaise du comité de Limerick 8-6 au cours d’une très belle partie ponctuée par 2 essais gersois.

### À domicile
- Auch-Soustons 6-0
- Auch-Oloron 3-5
- Auch-Périgueux : victoire
- Auch-Mazamet 8-6
- Auch-Bagnieres 6-0
- Auch-Niort 16-8
- Auch-Carmaux 11-3

### À l’extérieur
- Soustons-Auch 5-3
- Oloron-Auch 6-3
- Périgueux-Auch 6-5
- Mazamet-Auch 17-0
- Bagnieres-Auch 5-8
- Niort-Auch 3-0
- Carmaux-Auch 3-0

## Effectif
- Arrière : Charria
- Ailiers : Neccam, Gensac, Marius Greselin
- Centres : Viguier, Delatude
- Ouvreur : René Monsarrat,  Duffault
- Demis de mêlée : Saldana
- Troisième ligne centre : Ludwizack
- Troisièmes lignes aile : Justumus, Lazies
- Deuxièmes lignes : Treffel, Dante
- Talonneur : Chelle
- Piliers : Luchetta, Christofoli